# Statuia Lupoaicei din București

Statuia Lupoaicei
în Piaţa Romană (înainte de 2010)

Statuia Lupoaicei (Piaţa Sf. Gheorghe, fostă Piaţa Romei)

Statuia Lupoaicei (Lupa Capitolina) este o statuie din București, monument istoric cu cod LMI B-III-m-B-20029, amplasată din 2010 pe Bd. I. C. Brătianu.
În anul 1906, cu ocazia celebrării a 40 de ani de la încoronarea Regelui Carol I ca domnitor al României și 1800 de ani de la cucerirea romană a Daciei, municipalitatea Romei a dăruit bucureștenilor o copie a celebrului monument roman „Lupa Capitolina”, care o reprezenta pe legendara lupoaică care i-ar fi alăptat pe Romulus și Remus, întemeietorii Romei. Copia din bronz a fost realizată de un sculptor grec anonim.
Inițial, statuia a fost așezată pe un piedestal din piatră, ce purta acronimul SPQR (Senatus Populus Que Romanus, Senatul și Poporul Roman), ea fiind amplasată mai întâi în incinta „Arenelor Romane” din „Parcul Carol I” (la 7 septembrie 1906), apoi (în 1908) în Piața Sfântul Gheorghe (care atunci se numea Piața Romei). În anul 1931 a fost mutată pe Dealul Mitropoliei, în anul 1965 în mijlocul părculețului din Piața Dorobanți, iar în anul 1997 în Piața Romană, unde se găsea până în 2009. Între timp, a fost de mai multe ori furată (parțial: Romulus sau Remus, sau în totalitate) și regăsită. Dispărea periodic și "pentru întreținere". 
În 2010, a fost mutată din nou, în urma unei discuții între primarul general al Capitalei, Sorin Oprescu și ambasadorul Italiei, care au luat hotărârea să amplaseze statuia pe Bd. I.C. Brătianu, în fața magazinului București, revenind astfel la amplasamentul din perioada 1908-1931.